# Gerrit Kluin
Gerrit Kluin (Elburg, 17 augustus 1927 – 11 augustus 2010) was een Nederlandse voetballer. Samen met Wim Hendriks, Epi Jansen, Gerrit Jansen, Dick Faber, Eddy Hendriks en Karel Weijand ging hij in 1954 van Vitesse in Arnhem naar De Graafschap in Doetinchem.
Kluin was van de partij toen De Graafschap op zaterdag 4 september in hetzelfde jaar de eerste wedstrijd in haar bestaan speelde. Hij bleef tot 1961 als rechtsbuiten bij de semi-profs in Doetinchem en scoorde er 43 doelpunten. Hij overleed op 11 augustus 2010 en is na crematie uitgestrooid in Doorwerth door zijn zoon en kleinzoons.

## Carrièrestatistieken
| Seizoen         | Club            | Land            | Competitie        | Competitie | Competitie | Beker | Beker | Internationaal | Internationaal | Overig | Overig | Totaal | Totaal |
| Seizoen         | Club            | Land            | Competitie        | Wed.       | Dlp.       | Wed.  | Dlp.  | Wed.           | Dlp.           | Wed.   | Dlp.   | Wed.   | Dlp.   |
| --------------- | --------------- | --------------- | ----------------- | ---------- | ---------- | ----- | ----- | -------------- | -------------- | ------ | ------ | ------ | ------ |
| 1954/55         | De Graafschap   | Nederland       | NBVB (Afgebroken) | –          | 7          | –     | –     | –              | –              | 0      | 0      | –      | 7      |
| 1954/55         | De Graafschap   | Nederland       | Eerste klasse D   | –          | 9          | –     | –     | –              | –              | 0      | 0      | –      | 9      |
| 1955/56         | De Graafschap   | Nederland       | Hoofdklasse B     | –          | 6          | –     | –     | –              | –              | 0      | 0      | –      | 6      |
| 1956/57         | De Graafschap   | Nederland       | Eerste divisie A  | –          | 8          | –     | 0     | –              | –              | 0      | 0      | –      | 8      |
| 1957/58         | De Graafschap   | Nederland       | Eerste divisie A  | –          | 4          | –     | 0     | –              | –              | 0      | 0      | –      | 4      |
| 1958/59         | De Graafschap   | Nederland       | Eerste divisie A  | –          | 5          | –     | 0     | –              | –              | 0      | 0      | –      | 5      |
| 1959/60         | De Graafschap   | Nederland       | Eerste divisie B  | –          | 1          | –     | –     | –              | –              | 0      | 0      | –      | 1      |
| 1960/61         | De Graafschap   | Nederland       | Tweede divisie    | –          | 0          | –     | 2     | –              | –              | 0      | 0      | –      | 2      |
| Carrière totaal | Carrière totaal | Carrière totaal | Carrière totaal   | –          | 40         | –     | 2     | 0              | 0              | 0      | 0      | –      | 42     |